# Vincent Pongracz
Vincent Pongracz (* 1985 in Wien) ist ein österreichischer Jazzmusiker (Klarinette, auch Saxophon, Komposition).

## Leben und Wirken
Pongracz, der zunächst Blockflöte und dann ab dem zwölften Lebensjahr Klarinette lernte, interessierte sich für Hip-Hop, dann für Jazz. Er hat in Wien Saxophon studiert; sein Hauptinstrument blieb allerdings die Klarinette. Von 2014 bis 2019 absolvierte er ein Masterstudium in Kopenhagen.
2013 wurde Pongracz eingeladen, im Wiener Jazzclub Porgy & Bess aufzutreten; dazu gründete er sein Synesthetic Octet mit Doris Nicoletti, Clemens Salesny, Richard Köster, Alois Eberl, Peter Rom, Manuel Mayr, Lukas König und der Sängerin/Rapperin Renee Benson. 2015 erschien sowohl das Debütalbum des Synesthetic Octet („Rastlos“) als auch die EP „Our Device Is Korea“ seines gleichnamigen Quartetts (mit Simon Raab, Beate Wiesinger und Sergey Balashov). 2016 folgte Rastlos Remixed, 2017 mit dem Oktett die EP In the Meanwhile Shoot Me a Movie. Werke von Pongracz wurden 2019 vom Jazzorchester Vorarlberg aufgeführt. Weiterhin arbeitete er mit Musikern wie Klaus Dickbauer, Alegre Corrêa, Herbert Pirker, Renald Deppe, Daniel Riegler, Fabian Rucker, Raphael Preuschl oder Michael Prowaznik und gehört zum Quartett Moriel/Kranabetter/Pongracz/Duit.
2020 kam das Album Synesthetic4: Pickedem, das er im Quartett mit Peter Rom, Manuel Mayr und Andreas Lettner veröffentlichte, auf die Quartals-Bestenliste des Preises der deutschen Schallplattenkritik. Synesthetic 4 wurde 2024 mit dem erstmals verliehenen österreichischen Jazzpreis in der Kategorie Bester Live Act ausgezeichnet.
2013 erhielt Pongracz das Startstipendium des Bundesministeriums für Unterricht, Kunst und Kultur; im folgenden Jahr war er Gewinner des SKE Publicity Preises.